# 東部大區 (布基納法索)
東部大區（法語：Est）是布基納法索十三個大區之一，位於該國東部。面積36,256平方公里。2006年人口1,209,399人。首府法達恩古爾馬。
東部大區下轄尼亞尼亞省、古爾馬省、科蒙加里省、孔皮恩加省和塔波阿省等五省。